# 1466

## Esdeveniments
Països Catalans
Resta del món
- Fi de la Guerra dels Tretze Anys.
- Desaparició de la civilització chimú.

## Naixements
Països Catalans
Resta del món
- 11 de febrer - Londres: Elisabet de York, reina d'Anglaterra (m. 1503).[1]
- 9 de setembre - Japó: Ashikaga Yoshitane, 26è shogun.
- 28 d'octubre - Rotterdam (Països Baixos): Erasme de Rotterdam, filòsof, filòleg i teòleg holandès, creador del moviment humanista (m. 1536).[2]
- 30 de novembre - Oneglia (República de Gènova)ː Andreu Doria, almirall i home d'estat (m. 1560).[3]

## Necrològiques
Països Catalans
- Cervera: Jaume de Cardona i de Gandia, president de la Generalitat de Catalunya.

Resta del món
- 30 d'octubre - París: Johann Fust, primer editor de llibres, mercader alemany que va invertir i formar societat amb Johannes Gutenberg i Peter Schoeffer, donant origen a la invenció de la impremta (n. ca. 1400).[4]
- 13 de desembre - Florència, República de Florència: Donatello, pintor italià.[5]